# Referendum in Lettonia del 23 agosto 2008
Il referendum in Lettonia del 23 agosto 2008 si svolse per proporre emendamenti alla legge sulle pensioni statali. Il referendum non raggiunse il quorum, in quanto sarebbero stati necessari 453.730 voti validi (la metà dei voti espressi nelle precedenti elezioni parlamentari) per rendere valida la consultazione.
Se avesse avuto successo, le pensioni minime sarebbero state legate (fino alla fine del 2009) al livello del sussidio di sussistenza fissato dal governo con un coefficiente più alto rispetto a prima, triplicando di fatto la pensione minima da 50 lati (equivalenti a circa 35 euro) ad almeno 135 lati (94,50 euro). Il referendum fu fortemente sostenuto dall'organizzazione chiamata Società per un'Altra Politica, che mirava a diventare un partito politico.

## Contesto
La procedura per l'avvio del disegno di legge è stata avviata dal Partito dei pensionati e degli anziani insieme alla Società per un'Altra Politica: il 18 febbraio 2008 presentarono alla Commissione Elettorale Centrale (Centrālā vēlēšanu komisija - CVK) un disegno di legge firmato da 12.161 cittadini. Dal 16 aprile al 15 maggio si è svolta la raccolta di firme autorizzata e sostenuta dai partiti JL, SC e PCTVL e forze extraparlamentari LSDSP, raggiungendo un totale di 177.012 sottoscrizioni valide. Il Saeima respinse il disegno di legge il 3 luglio, cosicché la CVK ha scelto il 23 agosto come data per il referendum.

## Risultati
| Scelta                          | Voti      | %     |
| ------------------------------- | --------- | ----- |
| Sì                              | 333.799   | 96,15 |
| No                              | 12.524    | 3,61  |
| Totale voti validi              | 346.323   | 99,76 |
| Schede bianche/nulle            | 794       | 0,23  |
| Votanti                         | 346.846   | 100   |
| Elettori registrati / affluenza | 1.516.097 | 22,9  |
| Fonte: CVK                      |           |       |